# Borgofranco sul Po
Borgofranco sul Po es una localidad y comune italiana de la provincia de Mantua, región de Lombardía, con 887 habitantes.

## Evolución demográfica
| Gráfica de evolución demográfica de Borgofranco sul Po entre 1861 y 2001 |
|                                                                          |
| Fuente ISTAT - elaboración gráfica de Wikipedia                          |